# باشگاه فوتبال مالمو

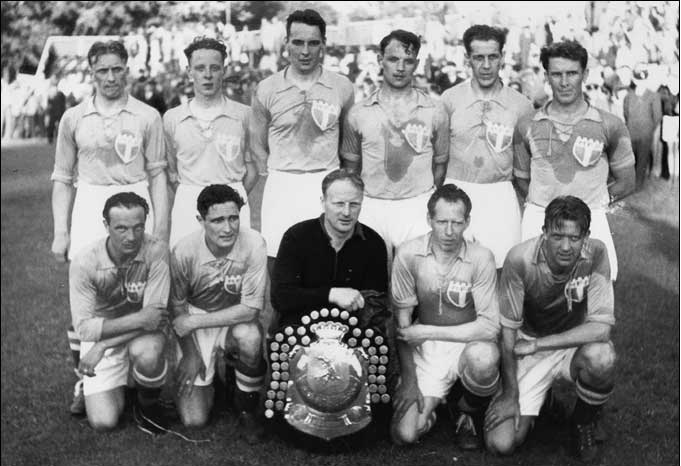
باشگاه فوتبال مالمو - ۴۹–۱۹۴۸

باشگاه فوتبال مالمو (به سوئدی: Malmö Fotbollförening) یک باشگاه فوتبال سوئدی در شهر مالمو می‌باشد که در لیگ برتر فوتبال سوئد بازی می‌کند. مالمو از باشگاه‌های پرافتخار کشور سوئد نیز می‌باشد.
این باشگاه در تاریخ ۲۴ فوریه ۱۹۱۰ میلادی تأسیس شده‌است.
مالمو با ۲۲ قهرمانی در لیگ برتر سوئد، پرافتخارترین تیم این لیگ به حساب می‌آید. این تیم با ۱۴ قهرمانی در جام حذفی سوئد، پرافتخارترین تیم این جام به‌شمار می‌رود.
باشگاه مالمو در جام باشگاه‌های اروپا ۷۹–۱۹۷۸ به مقام نایب قهرمانی دست یافت. این باشگاه همچنین در سال ۱۹۷۹ به مقام نایب قهرمانی جام بین‌قاره‌ای رسید.

## بازیکنان برجسته
بو لارشون 

پاتریک آندرشون

زلاتان ابراهیموویچ

یاری لیتمانن

## مربیان برجسته
- روی هاجسون